# Poul Harder
Poul Jesper Harder (24. juni 1878 i Vejle - 29. marts 1931 i Hørsholm, var en dansk geolog og dr.phil.
Harder blev student ved Frederiksberg Gymnasium i 1896 og cand.polyt. i 1903. Allerede inden dette tidspunkt han var begyndt at studere geologi og var 1900-1916 assistent ved Danmarks Geologiske Undersøgelse, DGU. Allerede i 1900 publicerede han sit første arbejde om de kvartære lag ved Tønder, som blev et led i hans studie af eemlagets fauna og dets stratigrafi. Han deltog  også i geologisk kortlægningsarbejde og undersøgelser på Sydøstfyn og Langeland, blandt andet ved Ristinge klint, hvor han deltog i udredningen af eemlagenes (cyprinalerets) lejringsforhold. 
Han helligede sig derefter først og fremmest kvartærgeologien og dele af den dynamiske geologi, og foretog i 1905 studierejser til Tyskland og Østrig, samt geologiske forskningsrejser til Grønland og Island. I 1908 blev han dr.phil med doktorafhandlingen En østjydsk israndslinje og dens indflydelse paa vandløbene. Harder var formand for Dansk Geologisk Forening 1909-1910. Fra 1912 var han docent i mineralogi og geologi ved Den Polytekniske Læreanstalt, samt fra 1919 frem til sin død desuden lærer i geologi ved Statens Lærerhøjskole. Blandt hans øvrige udgivelser kan fremhæves Palæocen ved Rugaard i Jylland og dets Fauna (sammen med Karl A. Grönwall), 1907 samt De oligocæne Lag i Jærnbanegennemskæringen ved Aarhus Station (1913).
I 1922 publicerede Harder sit sidste arbejde, Om Grænsen mellem Saltholmskalk og Lellinge Grønsand, hvilket han fik hård kritik for i videnskabelige kredse, og som gav anledning til en bitter strid 1923-1924 om såkaldt prioritetsret med Alfred Rosenkrantz, som endnu var studerende, men som tidligere var begyndt undersøgelse ved Sundkrogen (Københavns Frihavn). Dette blev slutningen for Harders videnskabelige virke; han meldte sig i 1923 ud af Dansk Geologisk Forening og hans igangværende arbejde med fjerde oplag af N.V. Ussings Danmarks Geologi blev aldrig afsluttet (tredje oplag havde han udgivet i 1913). I 1925 blev han dog medlem af Indenrigsministeriets komité for Videnskabelige Undersøgelser på Grønland.